# NGC 3624
NGC 3624 é uma galáxia espiral barrada (SBb) localizada na direcção da constelação de Leo. Possui uma declinação de +07° 31' 15" e uma ascensão recta de 11 horas, 18 minutos e 50,9 segundos.
A galáxia NGC 3624 foi descoberta em 27 de Dezembro de 1827 por John Herschel.